# Platyrhinus
Platyrhinus är ett släkte av skalbaggar som ingår i familjen plattnosvivlar, och som beskrevs 1798 av Joseph Philippe de Clairville och Johann Rudolph Schellenberg.

## Utseende
Medelstora, cylindriska, mörka plattnosvivlar med ljusa markeringar. De liknar ofta bark med lavar på. Nosen är ganska kort.

## Ekologi
Både larver och de vuxna skalbaggarna livnär sig mest på svamp, särskilt svampar som växer på död ved. De förekommer från mycket hård ved till ganska murket trä, men även under barken på döda träd, gärna på kvistar och små grenar. Ett fåtal arter lever på levande växter. Några få arter är köttätande, och några livnär sig på lav och frön.

## Arter
Arter enligt Catalogue of Life och Dyntaxa:
- Platyrhinus aculeatus
- Platyrhinus albinus
- Platyrhinus albirostris
- Platyrhinus asper
- Platyrhinus clairvillei
- Platyrhinus costirostris
- Platyrhinus dorsalis
- Platyrhinus fascirostris
- Platyrhinus griseus
- Platyrhinus incanus
- Platyrhinus latirostris
- Platyrhinus longirostris
- Platyrhinus maculatus
- Platyrhinus niveorostris
- Storplattnos (Platyrrhinus resinosus)
- Platyrhinus spiculosus